# Luzula crinita
Luzula crinita  là một loài thực vật có hoa trong họ Juncaceae. Loài này được Hook.f. mô tả khoa học đầu tiên năm 1844.